# Gruvan
Gruvan är ett kommande svenskt realityprogram med premiär på TV3 och Viaplay under hösten 2025. Programmet produceras av Alaska Film TV, i samarbete med LKAB, Boliden och Svemin.

## Handling
I programmet får man följa arbetare i de svenska järnmalmsgruvorna i Malmberget och Kiruna, och i koppardagbrottet Aitik utanför Gällivare.